# Silene stenophylla
Espèce
Classification phylogénétique
Silene stenophylla  est une espèce de plantes herbacées vivace appartenant au genre Silene et à la famille des Caryophyllacées.

## Variété préhistorique
En février 2012, des chercheurs de l’Académie des sciences de Russie ont réussi à régénérer cette plante à fleurs à partir du tissu de fruits immatures stockés par des écureuils il y a plus de 32 000 ans retrouvés dans le pergélisol à 38 mètres de profondeur près de la rivière Kolyma en Sibérie. Le tissu végétal a été cultivé in vitro et les fleurs ont été pollinisées avec du pollen retrouvé à côté des graines. Celles-ci ont donné naissance à la variété ancienne qui diffère de la variété moderne par la forme de la corolle de sa petite fleur blanche. Cette performance constitue une première à partir de Spermatophytes du Pléistocène.
Une partie de ces semences sont désormais conservées dans le coffre-fort du Spitzberg.